# Ellery Queen e la parola chiave
Ellery Queen e la parola chiave (titolo originale Face to Face) è un romanzo giallo di Ellery Queen, pubblicato nel 1967.

## Trama
Ellery Queen, di ritorno dall'Europa in compagnia di Harry Burke, un investigatore privato inglese, riceve la visita di Roberta, una giovane attrice che si trova in un grosso guaio. Mesi prima, è stata l'amante di Carlos Armando, noto playboy, sposato con la ricchissima ex cantante Glory Guild, ma ha troncato la relazione quando Carlos le ha proposto di mettersi d'accordo per uccidere sua moglie. Ora Glory Guild è stata assassinata e, quel che è peggio, Carlos si è servito della ragazza per stabilire il suo alibi. In apparenza il caso sembra semplice: basta rintracciare la complice che ha ucciso Glory per conto di Carlos. Ma ci sono degli aspetti insoliti che sembrano fatti apposta per stimolare la curiosità di Ellery Queen, come le indagini che Glory ha fatto svolgere a Burke nei giorni prima della sua morte, e soprattutto l'interpretazione del messaggio lasciato dalla vittima agonizzante. Quattro lettere scarabocchiate in tutta fretta: "face", in inglese "faccia".

## Personaggi principali
- Glory Guild - famosa ex cantante
- Carlos Armando - suo marito
- Lorette Spanier - sua nipote, aspirante cantante
- Roberta West - attrice
- William Wasser - avvocato di Glory Guild
- Jeanne Temple - segretaria di Glory Guild
- Selma Pilter - ex manager di Glory Guild
- Kip Kipley - giornalista
- Uri Frankell - avvocato
- "Spotty", "Mugger" - vagabondi
- J.J. McCue - giudice di pace
- Harry Burke - investigatore privato
- Dottor Prouty - medico legale
- Sergente Velie - della Squadra Omicidi di New York
- Ispettore Richard Queen - capo della Squadra Omicidi di New York
- Ellery Queen - scrittore, investigatore

## Critica
"Una buona storia di per sé, ma certi elementi sembrano repliche di altri romanzi. Per lo meno la soluzione è soddisfacente e intelligente, ma non avevamo già visto la «resa dei conti alla cerimonia nuziale» da qualche parte?"

## Edizioni
- Ellery Queen, Ellery Queen e la parola chiave, collana Oscar gialli, traduzione di Moma Carones, Arnoldo Mondadori Editore, 1985, ISBN 978-88-04-26562-7.